# Río Grande, Belize
Río Grande är ett vattendrag i Belize. Det ligger i distriktet Toledo, i den södra delen av landet, 120 km söder om huvudstaden Belmopan.